# Station Sunbury
Sunbury is een spoorwegstation van National Rail in Sunbury-on-Thames, Spelthorne in Engeland. Het station is eigendom van Network Rail en wordt beheerd door South Western Railway. Het station is geopend in 1864.